# Misaki Oshigiri
Misaki Oshigiri (japanisch 押切 美沙紀, Oshigiri Misaki; * 29. September 1992 in Nakasatsunai) ist eine japanische Eisschnellläuferin.

## Werdegang
Oshigiri gewann 2010 und 2011 bei den Juniorenweltmeisterschaften im Mehrkampf jeweils die Silbermedaille. Zum 1. April 2011 trat sie in das Verkehrsunternehmen Fuji Kyūkō (Fujikyū) ein, für dessen Mannschaft sie seitdem antritt. Im Weltcup debütierte sie zu Beginn der Saison 2012/13 in Heerenveen. Dort belegte sie den 11. Platz über 1500 m in der Division B. Bei den Olympischen Winterspielen 2014 in Sotschi kam sie auf den 22. Platz über 1500 m und auf den vierten Rang in der Teamverfolgung. Ihr erstes A-Weltcuprennen lief sie in der Saison 2014/15 in Seoul, welches sie auf dem 17. Platz über 1500 m beendete. Zu Beginn der folgenden Saison erreichte sie in Calgary mit dem zweiten Platz in der Teamverfolgung und in Salt Lake City mit dem dritten Rang im Massenstart ihre ersten Podestplatzierungen im Weltcup. Bei den folgenden Weltcups holte sie in der Teamverfolgung in Inzell und im Massenstart und in der Teamverfolgung in Heerenveen ihre ersten Weltcupsiege und erreichte damit den dritten Platz im Massenstart-Weltcup. Im Oktober 2015 wurde sie japanische Meisterin über 1500 m. Bei den Einzelstreckenweltmeisterschaften 2016 in Kolomna holte sie die Silbermedaille in der Teamverfolgung. Zudem errang sie den 14. Platz über 3000 m und jeweils den 11. Platz über 1500 m und im Massenstart. Bei der Mehrkampfweltmeisterschaft 2016 in Berlin wurde sie Fünfte. In der folgenden Saison siegte sie in Astana und in Stavanger jeweils in der Teamverfolgung. Bei den Einzelstreckenweltmeisterschaften 2017 in Gangwon lief sie über 1500 m auf den 12. Platz und gewann in der Teamverfolgung die Silbermedaille. Bei den nachfolgenden Winter-Asienspielen in Obihiro holte sie die Silbermedaille über 1500 m und die Goldmedaille in der Teamverfolgung. Im folgenden Jahr wurde sie bei den Olympischen Winterspielen in Pyeongchang Neunte über 5000 m.

## Persönliche Bestzeiten
- 0500 m    38,59 s (aufgestellt am 29. Januar 2016 in Stavanger)
- 1000 m    1:15,45 min (aufgestellt am 6. Februar 2016 in Inzell)
- 1500 m    1:53,02 min (aufgestellt am 5. Dezember 2021 in Salt Lake City)
- 3000 m    4:00,94 min (aufgestellt am 3. Dezember 2021 in Salt Lake City)
- 5000 m    7:01,17 min (aufgestellt am 10. Februar 2022 in Peking)

## Teilnahmen an Weltmeisterschaften und Olympischen Winterspielen

### Olympische Spiele
- 2014 Sotschi: 4. Platz Teamverfolgung, 22. Platz 1500 m
- 2018 Pyeongchang: 9. Platz 5000 m
- 2022 Peking: 8. Platz 5000 m

### Einzelstreckenweltmeisterschaften
- 2016 Kolomna: 2. Platz Teamverfolgung, 11. Platz 1500 m, 11. Platz Massenstart, 14. Platz 3000 m
- 2017 Gangwon: 2. Platz Teamverfolgung, 12. Platz 1500 m

### Mehrkampfweltmeisterschaften
- 2016 Berlin: 5. Platz Kleiner Vierkampf

## Weltcupsiege

### Weltcupsiege im Einzel
| Nr. | Datum             | Ort        | Disziplin   |
| --- | ----------------- | ---------- | ----------- |
| 1.  | 13. Dezember 2015 | Heerenveen | Massenstart |

### Weltcupsiege im Team
| Nr. | Datum            | Ort        | Disziplin        |
| --- | ---------------- | ---------- | ---------------- |
| 1.  | 5. Dezember 2015 | Inzell     | Teamverfolgung 1 |
| 2.  | 12. März 2016    | Heerenveen | Teamverfolgung 1 |
| 3.  | 3. Dezember 2016 | Astana     | Teamverfolgung 1 |
| 4.  | 11. März 2017    | Stavanger  | Teamverfolgung 1 |